# Еттерсбург
Еттерсбург (нім. Ettersburg) — громада в Німеччині, розташована в землі Тюрингія. Входить до складу району Ваймарер-Ланд. Складова частина об'єднання громад Нордкрайс-Ваймар.
Площа — 2,92 км2. Населення становить 700 ос. (станом на 31 грудня 2021).

## Галерея

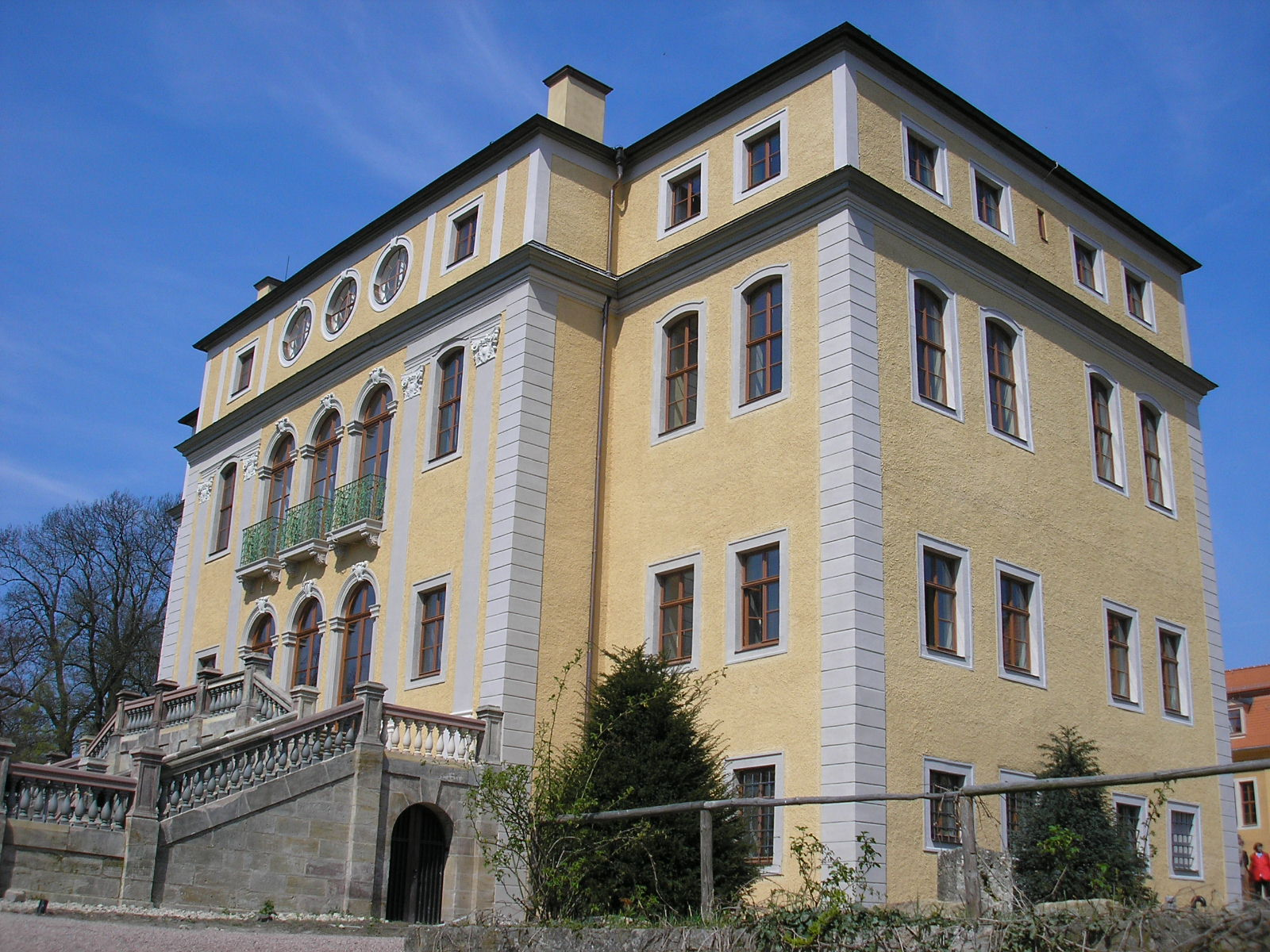
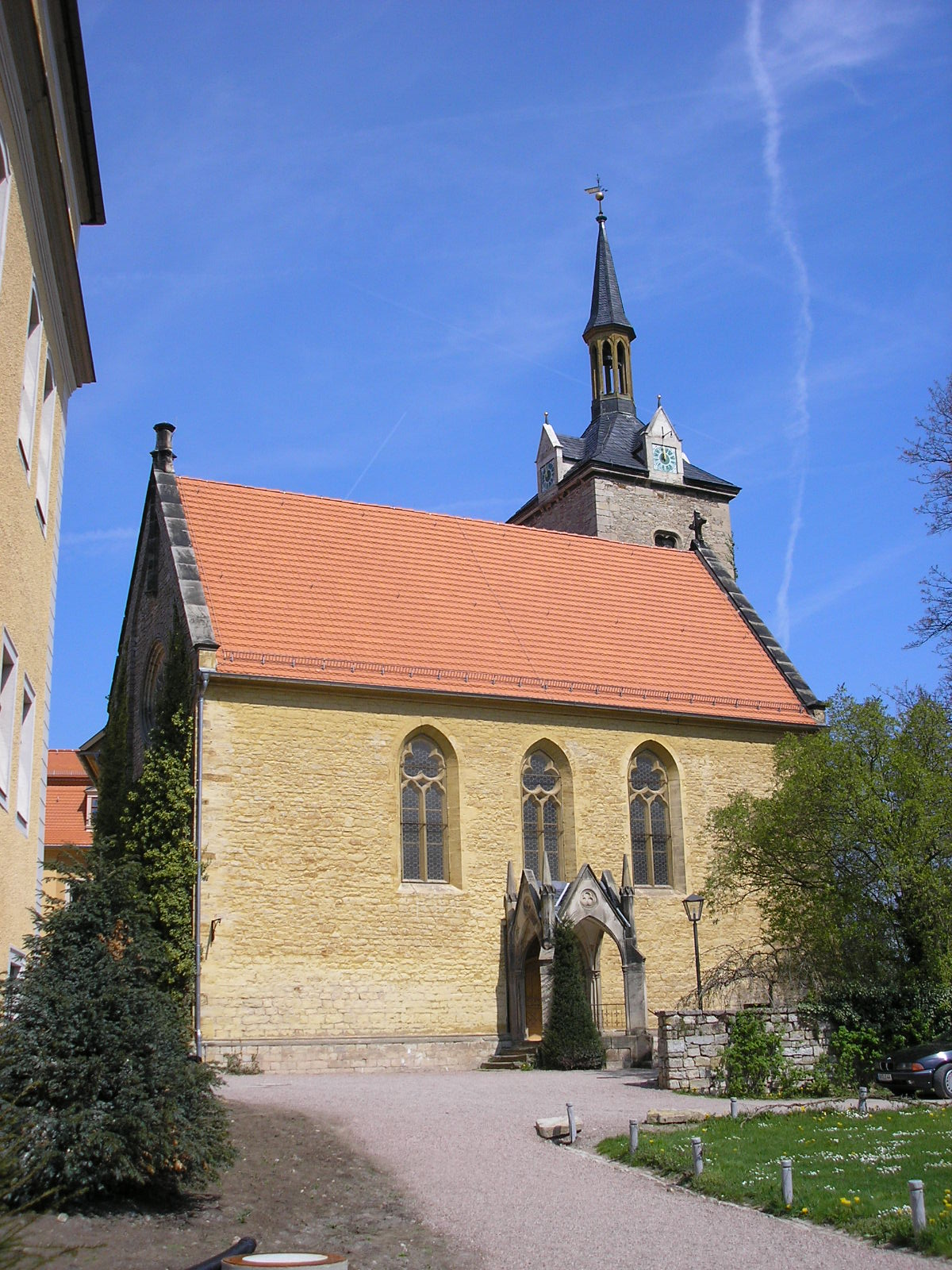